# Олена Дональдсон-Ахмиловська
Олена Дональдсон-Ахмиловська (рос. Елена Брониславовна Дональдсон-Ахмыловская, англ. Elena Donaldson-Akhmilovskaya; (11 березня 1957 — 18 листопада 2012) — радянська, пізніше американська шахістка, гросмейстер серед жінок від 1977 року. Заслужений майстер спорту СРСР (1987), претендентка на звання чемпіонки світу. За освітою юристка. Навчалась на юридичному факультеті Красноярського державного університету. Перша жінка-гросмейстер на азійському континенті.

## Біографія та спортивні досягнення
Народилась Олена Ахмиловська 11 березня 1957 року в Ленінграді в сім'ї інженера. Після ранньої смерті матері росла в Красноярську, куди направили на роботу її батька. Після закінчення школи спробувала навчатись на фізико-математичному та юридичному факультетах Красноярського університету, але не закінчила навчання, і вирішила присвятити себе шаховій грі.
Олена Ахмиловська брала участь у шести чемпіонатах СРСР (1975—1987); найкращі результати досягала у 1975 році — розділила 4—5-е місце; 1983 році — розділила 2—3-е місце; 1987 році — 2-е місце. Чемпіонка РРФСР 1980 року і Спартакіад народів РРФСР у 1978 і 1983 роках. Олена Ахмиловська була переможцем (разом із Наною Іоселіані) традиційного Всесоюзного турніру в Таллінні у 1984 році. у складі команди СРСР Олена Ахмиловська брала участь у шахових олімпіадах 1978 (на запасній дошці — 10 очок із 10), 1986 (на 2-й дошці — 8½ з 12).
Із 1975 року Олена Ахмиловська брала участь у першості світу серед жінок; зональні турніри ФІДЕ: 1975 — 1—2-е, 1985 — 2—4-е місця; міжзональні турніри: Росендал (1976) — 1—2-е, Аліканте (1979) — 1-2-е, Тбілісі (1982) — 4—6-е, Гавана (1985) — 2-е місця; матчі претенденток: перемога у чвертьфіналі з Тетяною Лемачко (+3 −2 =7); поразка у півфіналі з Маєю Чибурданідзе (+3 −4 =5; обидва матчі в 1977 році); поразка у чвертьфіналі (1980 рік) із Наною Александрія (+1 −3 —5); турніри претенденток: Мальме (1986 рік) — 1-е; Цхалтубо (1987 рік) — 1—2-е (програла додатковий матч Нані Іоселіані — 2-3).
У матчі на першість світу Олена Ахмиловська програла Маї Чибурданідзе(Софія — Боржомі, 1986 рік) — 5½ : 8½. У цьому матчі суперниці заздалегідь були поставлені організаторами — ФІДЕ і Шаховою федерацією СРСР — у нерівноправні умови: його друга й вирішальна половина відбувалась на батьківщині чемпіонки світу Чибурданідзе в Грузії, де Ахмиловська зовсім не мала вболівальників.
Найкращі результати в інших міжнародних змаганнях: Сіная (1976) — 1-е; П'ятигорськ (1978) і Москва (1979) — 1—2-е; Єр (1979, 1984), Сочі (1980, 1982) і Львів (1985) — 1-е; Тбілісі (1985) — 2-е; Будапешт (1985) — 1-е; Яйце (1986 и 1987) — 4-е и 2—3-е; Тбілісі і Сочі (1987) — 2-е; Тапольця (1987) — 1-е місця.
За досягнення в шахах нагороджена орденом «Знак Пошани» у 1981 році.
До 1988 року Олена Ахмиловська жила в Красноярську.
Під час всесвітньої Шахової олімпіади восени 1988 року в Салоніках (Греція) Олена Ахмиловська після Х туру змагань таємно покинула розташування збірної СРСР і разом із капітаном збірної США Джоном Дональдсоном вилетіла до США на постійне місце проживання, де й вийшла за Джона заміж. Причинами втечі Ахмиловської із Олімпіади полягали у труднощах у цей час оформити документи для легальної еміграції з Радянського Союзу, а також у бажанні шахістки, щоб її дочка Дана виросла й отримала освіту на Заході. Втеча Ахмиловської стала абсолютною несподіванкою для керівництва радянської делегації та сильно ослабила команду, адже до цього часу Ахмиловська мала найкращий показник у команді — 8½ очок у 9 партіях, що призвело до того, що уперше в історії (окрім Олімпіади 1976 року, в якій збірна СРСР не брала участі) радянська збірна не завоювала золотих олімпійських нагород, а вимушена була задовільнитися срібними медалями. Протягом деякого часу шахістка носила подвійне прізвище Ахмиловська-Дональдсон, проте шлюб із Джоном незабаром розпався.
Із 1990 року Олена Ахмиловська проживала в Сіетлі зі своїм новим чоловіком, міжнародним майстром Георгієм Орловим, який тренував її ще в СРСР. У шахістки народився у цьому шлюбі син Микола, а від першого шлюбу з В. Пєтуховим, ще від часу проживання в СРСР, Ахмиловська мала дочку Дану (в шлюбі Dana van Zandt). Подружжя жило в Редмонді (штат Вашингтон), та працювали в шаховій школі в Редмонді та в Сіетлі.
Ахмиловська посіла перше місце на чемпіонаті США серед жінок у 1990 і 1994 роках та розділила 1-2 місце з Іриною Левітіною у 1993 році.
Ахмиловська відрізнялась упертістю в грі, умінням вести складну маневрену боротьбу, чіпким захистом, високою технікою ендшпілю. Менш упевнено вона почувалась у гостротактичній, комбінаційній боротьбі, що завадило їй, як претендентці, зробити в матчі 1986 года з Маєю Чибурданідзе останній тавирішальний крок до шахової корони.
У 2003 році Олена Дональдсон-Ахмиловська в останній раз відвідала Красноярськ, де пройшла її молоді роки, та була почесною гостею чемпіонату Росії серед жінок.
Померла Олена Дональдсон-Ахмиловська 18 листопада 2012 року внаслідок пухлини мозку у віці 55 років.

## Вибрані партії
Яна Майлс — Олена Ахмиловська (Росендал, 1976 рік)

1.d4 d5 2.с4 с6 3.Kf3 Kf6 4.Кс3 е6 5.е3 Kbd7 5.Cd3 dc 7.С:с4 b5 8.Cd3 Сb7 9.0—0 b4 10.Ка4 с5 11.К:с5 К:с5 12.dc С:с5 13.Сb5+ Кре7 14.Фе2 Фb6 15.Лd1 Лhd8 16.Cd2 Ke4 17.Ce1 а6 18.Cd3 Cd6 19.Лас1 Лас8 20.Л:с8 Л:с8 21.Kd2 К:d2 22.Ф:d2 h6 23.Се2 Фс5 24.f3 Лd8 25.Фс1 а5 26.Ф:с5 С:с5 27.Kpf2 Cd5 28.Лс1 Cd6 29.b3 f5 30.g3 a4 31.Cd1 Ла8 32.ba С:а2 33.Лс6 Лb8 34.а5 b3 35.С:b3 С:b3 36.а6 Cd5 37.Лс2 Ла8, 0:1.

## Зміни рейтингу
| На цьому місці має відображатися графік чи діаграма, однак з технічних причин його відображення наразі вимкнено. Будь ласка, не видаляйте код, який викликає це повідомлення. Розробники вже працюють для того, щоби відновити штатне функціонування цього графіка або діаграми. | |
| | На цьому місці має відображатися графік чи діаграма, однак з технічних причин його відображення наразі вимкнено. Будь ласка, не видаляйте код, який викликає це повідомлення. Розробники вже працюють для того, щоби відновити штатне функціонування цього графіка або діаграми. |